# Wolf (bài hát)
"Wolf" (tiếng Hàn: 늑대와 미녀; Romaja: Neukdaewa Minyeo; dịch nghĩa đen: "Sói và người đẹp"; tiếng Trung: 狼与美女; bính âm: Láng yǔ Měinǚ) là bài hát được thu âm bởi nhóm nhạc Hàn-Trung, EXO. Gồm hai bản Tiếng Hàn và Tiếng Trung, bài hát được phát hành vào ngày 3 tháng 6 năm 2013 dưới danh hiệu của công ty S.M. Entertainment. "Wolf" được chon làm chủ đề chính trong cả hai album XOXO phiên bản Hàn và Trung.

## Sáng tác/ Vũ đạo
"Wolf" được sáng tác bởi Will Simms, Nermin Harambasic của Dsign Music và Kenzie nhạc sĩ trực thuộc S.M. Entertainment. Kenzie cung cấp lời ca khúc cho phiên bản tiếng Hàn trong khi Zhou Weijie viết lời cho phiên bản tiếng Trung. Một bản thử nghiệm của bài hát đã bị rò rỉ vào tháng 2 năm 2013, để phản hồi cho động thái đó nhà sản xuất Ryan Jhun đã đưa ra 'cảnh báo' đến các phần mềm tải nhạc bất hợp pháp vào ngày 29 tháng 5 năm 2013. "...Tôi sẽ báo cáo với FBI và các dịch vụ quản lý cho tất cả đường links..." Jhun thể hiện sự thất vọng. Một đại diện từ S.M. Entertainment đã nói về chiến lược quảng bá rằng "...EXO-K và EXO-M sẽ sáp nhập thành EXO trong đợt quảng bá sự trở lại của họ tại Hàn Quốc và Trung Quốc...". Mặc dù bị rò rỉ, khoảng 300,000 bản album XOXO của nhóm đã được đặt trước, và sẽ được phát hành vào ngày 30 tháng 5 năm 2013, hơn nữa Yoo Young-jin đã tham gia vào ca khúc như ca sĩ hát nền. Biên đạo bài hát "Wolf" được dàn dựng bởi Tony Testa.

## Tạo hình
Trưởng nhóm Suho của nhóm EXO-K đã được nhắc đến trong "Youngstreet" radio show của MC Boom rằng lời bài hát nói về người con trai đã quen thói ăn chơi và tự nhận mình là một con sói luôn đeo bám theo các cô gái nhưng điều ngạc nhiên là anh đã phải long một cô gái. Vũ đạo được lấy hình tượng từ một con sói, do Tony Testa biên đạo. Trong show After School Club của Arirang, các thành viên đã giải thích rằng vũ đạo của họ gồm 3 yếu tố; cây và rừng rậm; hang động và con chó sói. Trưởng nhóm EXO-M Kris đã tiết lộ rằng họ đã mất khoảng 3-4 tháng để luyện tập vũ đạo bởi vì nó rất khó.

## Phát hành
Vào ngày 23 tháng 5 năm 2013, bản teaser của "Wolf" đã được đăng tải trên trang Youtube chính thức của nhóm. Tiếp theo đó là bản teaser dài hơn, gồm tiếng Hàn và tiếng Trung, ám chỉ vũ đạo và bản drama. Sau hai ngày, phiên bản tiếng Hàn và tiếng Trung đã được đăng tải. Cả hai bản của "Wolf" được đăng tải vào ngày 3 tháng 6 năm 2013. Album XOXO dạng đĩa cũng được bán ra cùng ngày Hàn Quốc. Ngày 15 tháng 7 năm 2013, cả hai bản drama tiếng Hàn và Trung được đăng tải chính thức trên SM Entertainment tại YouTube. Phiên bản tiếng Trung đã được đăng tải lại vào hôm sau do SM Ent quên đăng tải quảng cáo ứng dụng Genie.

## Quảng bá
Sau khi công bố vào ngày 22 tháng 5 năm 2013, "Wolf" sẽ là ca khúc chủ đề trích album đầu tay của họ và buổi biểu diễn phiên bản Hàn đầu tiên sẽ được phát sóng kênh Mnet M! Countdown vào ngày 30 tháng 5, trước bốn ngày phát hành album. Tiếp theo đó là buổi biểu trên kênh KBS Music Bank vào ngày 31 tháng 5 và MBC Show! Music Core vào ngày 1 tháng 6. Sau ba buổi trình diễn trên SBS Inkigayo vào ngày 3 tháng 6 năm 2013, EXO đã quyết định đến và cảm ơn 2,000 người hâm mộ đang chờ đợi để được gặp họ tại một công viên gần đó. Buổi biểu diễn phiên bản Trung đầu tiên được lên lịch phát song trên show thực tế Happy Camp vào giữa tháng 6.

### Chương trình âm nhạc đã thắng
| Kênh      | Chương trình     | Số lần |
| --------- | ---------------- | ------ |
| MBC Music | Show Champion    | 1      |
| Mnet      | M! Countdown     | 0      |
| KBS 2TV   | Music Bank       | 1      |
| MBC       | Show! Music Core | 1      |
| SBS       | The Music Trend  | 1      |

## Bảng xếp hạng
Sau khi phát hành "Wolf" đã thống trị các bảng xếp hạng âm nhạc, xếp vị trí thứ 3 trên bảng xếp hạng Melon và #1 trên Naver, Soribada, Daum, 3 lần trên bảng xếp hạng Bugs và Monkey.
| Bảng xếp hạng (2013)         | Vị trí |
| ---------------------------- | ------ |
| Gaon Singles chart           | 10     |
| Gaon Monthly Singles chart   | 27     |
| Gaon Local Singles chart     | 10     |
| Gaon Streaming Singles chart | 35     |
| Gaon Download Singles chart  | 6      |
| Gaon Background Music chart  | 31     |
| Gaon Mobile Ringtone chart   | 44     |
| Gaon Karaoke chart           | 23     |
| Billboard K-Pop Hot 100      | 25     |

| Bảng xếp hạng (2013)                     | Vị trí |
| ---------------------------------------- | ------ |
| Baidu Weekly Music Chart                 | 11     |
| Gaon International Singles chart         | 33     |
| Gaon Monthly International Singles chart | 168    |

## Lượt mua
| Khu vực         | Lượt mua |
| --------------- | -------- |
| Hàn Quốc (Gaon) | 534,603  |
| Mỹ (Nielsen)    | 36,000   |

## Giải thưởng
| Năm  | Lễ trao giải    | Giải thưởng                | Kết quả   | Nguồn |
| ---- | --------------- | -------------------------- | --------- | ----- |
| 2013 | Myx Music Award | Video K-Pop được yêu thích | Đoạt giải | [ 5 ] |

## Liên kết
- EXO-K official website Lưu trữ ngày 10 tháng 6 năm 2016 tại Wayback Machine
- EXO-M official website Lưu trữ ngày 24 tháng 2 năm 2013 tại Wayback Machine